# Randy Staub
Randy Staub – kanadyjski inżynier dźwięku. Dziewięciokrotnie nominowany do kanadyjskiej nagrody przemysłu fonograficznego Juno Awards, z czego w 2002 zdobył dwie statuetki za utwory "How You Remind Me" oraz "Too Bad" grupy Nickelback. Staub znany jest również ze współpracy z takimi wykonawcami jak Stone Sour, Mötley Crüe, Metallica, Alice in Chains, Bon Jovi, Skid Row, Monster Magnet, Theory of a Deadman czy Avril Lavigne.

## Nagrody
| Rok  | Kategoria                      | Nagranie                                                                     | Rezultat  |
| ---- | ------------------------------ | ---------------------------------------------------------------------------- | --------- |
| 1992 | Recording Engineer of the Year | "Enter Sandman" (Metallica) "Dollar in My Pocket" (Big House)                | Nominacja |
| 1993 | Recording Engineer of the Year | "Keep the Faith" (Bon Jovi) "Bed of Roses" (Bon Jovi)                        | Nominacja |
| 1997 | Recording Engineer of the Year | "Until It Sleeps" (Metallica) "Hero of the Day" (Metallica)                  | Nominacja |
| 1998 | Recording Engineer of the Year | "Volcano Girls" (Veruca Salt) "The Unforgiven II" (Metallica)                | Nominacja |
| 1999 | Best Recording Engineer        | "C’mon, C’mon, C’mon" (Bryan Adams) "Radio" (Copyright)                      | Nominacja |
| 2001 | Best Recording Engineer        | "Just Another Phase" (The Moffatts) "Antifreeze & Aeroplanes" (The Moffatts) | Nominacja |
| 2002 | Best Recording Engineer        | "How You Remind Me" (Nickelback) "Too Bad" (Nickelback)                      | Wygrana   |
| 2003 | Recording Engineer of the Year | "Somewhere Out There" (Our Lady Peace) "Innocent" (Our Lady Peace)           | Nominacja |
| 2006 | Recording Engineer of the Year | "Angels Losing Sleep" (Our Lady Peace) "Animals" (Our Lady Peace)            | Nominacja |

## Dyskografia
Źródło:
- 1988: Rattle and Hum – U2
- 1989: Dr. Feelgood – Mötley Crüe
- 1991: Metallica – Metallica
- 1991: Decade of Decadence – Mötley Crüe
- 1992: Keep the Faith – Bon Jovi
- 1993: Live Shit: Binge & Purge – Metallica
- 1993: Black Tie White Noise – David Bowie
- 1994: The Cult – The Cult
- 1994:  Mötley Crüe – Mötley Crüe
- 1995: Subhuman Race – Skid Row
- 1996: Load – Metallica
- 1997: ReLoad – Metallica
- 1998: Space Lord Plus Three – Monster Magnet
- 1998: Space Lord – Monster Magnet
- 1998: Powertrip – Monster Magnet
- 1999: Garage Inc. – Metallica
- 1999: S&M – Metallica
- 2000: Rare Cult – The Cult
- 2001: Silver Side Up – Nickelback
- 2001: God Says No – Monster Magnet
- 2001: Beyond Good and Evil – The Cult
- 2002: Theory of a Deadman – Theory of a Deadman
- 2002: Let Go – Avril Lavigne
- 2002: Away from the Sun – 3 Doors Down
- 2003: The Long Road – Nickelback
- 2003: Skull Ring – Iggy Pop
- 2003: Leave a Whisper – Shinedown
- 2004: Under My Skin – Avril Lavigne
- 2004: Seventeen Days – 3 Doors Down
- 2005: Red, White & Crüe – Mötley Crüe
- 2005: All the Right Reasons – Nickelback
- 2005: Karma and Effect – Seether
- 2006: One Cold Night – Seether
- 2006: Come What (ever) May – Stone Sour
- 2008: Dark Horse – Nickelback
- 2009: Black Gives Way to Blue – Alice in Chains
- 2010: Audio Secrecy – Stone Sour
- 2011: Here and Now – Nickelback
- 2013: The Devil Put Dinosaurs Here – Alice in Chains